# سياحة علمية
السياحة العلمية هي موضوع سفر يجمع عوامل الجذب العلمية. ويغطي الاهتمامات في زيارة واستكشاف المعالم العلمية، بما في ذلك المتاحف والمختبرات والمراصد والجامعات. كما يتضمن زيارات لمشاهدة الأحداث ذات الأهمية العلمية، مثل كسوف الشمس.
المختبر هو مكان عمل والعديد من العاملين فيه لديه بحث علمي مستمر. قد لا تكون مفتوحة لعامة الناس، أو قد تقدم فقط فرصًا خاصة في بعض الأحيان للوصول العام. العديد من المراصد مفتوحة للجمهور في ساعات منتظمة، ولها جولات لعرض أبحاثهم الفلكية.

## المتاحف

### أوروبا

#### شمال أوروبا
متحف نوبل يوجد به معارض عن جائزة نوبل.
النظام الشمسي السويدي في ستوكهولم الكبرى، يحتوي على أكبر نموذج مصغر للنظام الشمسي في العالم.

#### أوروبا الوسطى
متحف ماري كوري - تاريخ النشاط الإشعاعي
المتحف الألماني - أحد أعظم المتاحف العلمية والتقنية في العالم وهو أحد أهم المعالم السياحية في المنطقة ويزوره ما يقرب من 1.5 مليون زائر سنويًا. تتراوح الموضوعات من الطيران إلى التخمير ومن علوم الكمبيوتر إلى بناء الجسور. هناك العديد من الجولات المصحوبة بمرشدين حول مواضيع محددة وبلغات مختلفة.  هناك قبة سماوية ومكتبان فرعيان في مواقع أخرى يعرضان المركبات التي لم تجد لها مكانًا في وسط مدينة ميونيخ.

#### أوروبا الغربية

##### متحف العلوم بلندن
داون هاوس - في كنت هذا هو منزل تشارلز داروين محفوظاً كمتحف. وضع داروين نظريته في التطور عن طريق الانتقاء الطبيعي فيه كما كتب فيه أيضاً عن أصل الأنواع. يحتوي المنزل كذلك على حديقته التي كانت أساس العديد من أعماله اللاحقة.
مسقط رأس ومتحف جيمس كلارك ماكسويل - رد إدنبرة على نيوتن وآينشتاين. وحدت معادلاته قوى الكهرباء والمغناطيسية ومهدت الطريق لنظرية النسبية الخاصة لأينشتاين. تأتي معظم التقنيات الكهربائية الحديثة من اكتشافات جيمس كليرك ماكسويل

#### جنوب أوروبا
متحف ليوناردو دا فينشي للعلوم والتكنولوجيا - يقع في ميلانو.
متحف جنوب تيرول للآثار

#### أوروبا الشرقية
يوجد في المتحف التذكاري للملاحة الفضائية في ضواحي موسكو موقعان مخصصان للمساهمات السوفيتية والروسية في العلوم والتكنولوجيا وتشمل هذه المتحف التذكاري للملاحة الفضائية ومركز المعارض لعموم روسيا والنصب التذكاري لغزاة الفضاء.
برج أوستانكينو - برج نقل خرساني يبلغ ارتفاعه 540 مترًا (1770 قدمًا).

### أمريكا الشمالية
مركز كينيدي للفضاء في كيب كانافيرال - موقع الإطلاق لمهمات ناسا الفضائية. بدأ جميع الأشخاص الـ 12 الذين سافروا إلى القمر حتى الآن رحلاتهم من هنا.
المتحف الوطني للطيران والفضاء في واشنطن العاصمة.
المتحف الوطني للرياضيات في نيويورك
المتحف الوطني للتاريخ الطبيعي في واشنطن العاصمة.
مركز الفضاء في هيوستن في ويبستر، تكساس - متحف الفضاء التابع لناسا.

### أوقيانوسيا
متحف باورهاوس - متحف باورهاوس هو متحف كبير يعرض تاريخ الموضة والنقل والفنون الزخرفية والموسيقى ومعارض استكشاف الفضاء. كما أنه يلعب جزئيًا على موضوع علمي تقني مع عروض تفاعلية واكتشافية للتكنولوجيا والتصميم والصناعة وعادة ما يكون هناك معرض خاص أيضًا.

### أمريكا الجنوبية
متحف الذهب في بوغوتا، كولومبيا
متحف الآثار في بوغوتا، كولومبيا
كاسا ماركيز دي سان جورج في بوغوتا، كولومبيا

## المعامل

### أوروبا
المختبر الفيزيائي الوطني - مسقط رأس ضبط الوقت الذري. في الخمسينيات من القرن الماضي قام لويس إيسن وجون باري ببناء الساعة الذرية سيزيوم إم كيه 1، هذه الساعة الجديدة تقيس الوقت بدقة أكبر. 
معمل رذرفورد أبليتون - مختبرات بحث علمي وطنية في المملكة المتحدة يديرها مجلس منشآت العلوم والتكنولوجيا، وهو مركز متعدد التخصصات للبحث في كل من العلوم الفيزيائية وعلوم الحياة. 

### أمريكا الشمالية
مختبرات وزارة الطاقة
في الولايات المتحدة الأمريكية تحت إشراف وزارة الطاقة الأمريكية، يدير مكتب العلوم عشرة مختبرات وطنية. إجمالاً هناك 17 مختبراً وطنياً ممولاً من وزارة الطاقة. تحتوي معظم المواقع على منازل مفتوحة حيث يمكن للجمهور الدخول مجانًا ومعرفة كيفية استثمار أموال الضرائب الأمريكية في البحث.
مختبر أميس - يُجري أبحاثًا في مجالات مختلفة، بما في ذلك توليف ودراسة المواد الجديدة وموارد الطاقة وتصميم الكمبيوتر عالي السرعة وتنظيف البيئة واستعادتها. فاز عضو هيئة التدريس البارز دان شيختمان بجائزة نوبل للكيمياء لعام 2011.
مختبر أرجون الوطني - تأسس عام 1946. اليوم هو مركز متعدد التخصصات للبحوث العلمية والهندسية لمعالجة التحديات الوطنية الحيوية في مجالات الطاقة النظيفة والبيئة والتكنولوجيا. يرحب بجميع أفراد الجمهور الذين تبلغ أعمارهم 16 عامًا أو أكثر للقيام بجولات إرشادية للمرافق والأراضي العلمية والهندسية. تستغرق الجولات حوالي ساعتين ونصف وهي عن طريق الحجز فقط (اتصال أو بريد إلكتروني).
مختبر بروكهافن الوطني - مؤسسة بحثية متعددة الأغراض يمولها بشكل أساسي مكتب العلوم التابع لوزارة الطاقة الأمريكية. يدير مرافق واسعة النطاق لدراسات الفيزياء والكيمياء والبيولوجيا والطب والعلوم التطبيقية. فاز علماؤه بسبع جوائز نوبل. المعمل مفتوح للجمهور أيام الأحد خلال فصل الصيف للجولات والبرامج الخاصة.
مختبر لورنس بيركلي الوطني - تأسس عام 1931 على يد إرنست أورلاندو لورانس، تم منح 13 جائزة نوبل لعلمائه، أحدثها (2011) لاكتشاف التوسع المتسارع للكون. بدأ كمختبر لفيزياء الجسيمات واكتشف 16 عنصرًا كيميائيًا. هو اليوم موقع بحث متعدد البرامج. يحتاج الزوار إلى تصريح خاص أو يمكنهم الاستفادة من الأيام المفتوحة. الموقع أعلى التل يطل بشكل جميل على خليج سان فرانسيسكو.
مختبر أوك ريدج الوطني - مختبر للعلوم والطاقة متعدد البرامج، مع قدرات علمية وتقنية تمتد من البحوث الأساسية إلى البحث التطبيقي. يستضيف مختبر أوك ريدج الوطني آلاف الزوار كل عام. من المهم جدًا إذا لم تكن موظفًا متعاقدًا مع وزارة الطاقة أن تقوم بترتيب زيارتك مسبقًا.
مختبر شمال غرب المحيط الهادئ الوطني - يحتاج جميع الزوار بغض النظر عن جنسيتهم إلى الحصول على شارات زوار لتجاوز الردهة.
معمل برينستون لفيزياء البلازما - أبحاث فيزياء البلازما. يقع في الحرم الجامعي بجامعة برينستون. يقود الجولات المجانية مهندسون وعلماء فيزيائيون يمكنهم الإجابة على أسئلة حول الاندماج المغناطيسي.
مختبر المسرع الوطني - يقوم بأبحاث تجريبية ونظرية في فيزياء الجسيمات الأولية باستخدام حزم الإلكترون وبرنامج واسع للبحث في فيزياء الذرة والحالة الصلبة والكيمياء والبيولوجيا والطب باستخدام إشعاع السنكروترون. 
منشأة مسرع توماس جيفرسون الوطنية - مرفق تسريع شعاع الإلكترون المستمر الذي يبلغ طوله 1400 مترًا ويسرع الإلكترونات حتى 6 جيجا إلكترون فولت، يحتوي المختبر على منزل مفتوح مرة واحدة في السنة يتضمن جولة في نفق التسريع والليزر الإلكتروني الحر. لا يشترط تسجيل الزوار خلال البيت المفتوح. تشمل جولات المنزل المفتوح فترات طويلة من المشي وتشمل العديد من محطات الجولات السياحية.
مختبرات أخرى
المحيط الحيوي 2 - الموقع الآن مملوك لجامعة أريزونا التي تجري جولات للجمهور.